# 翁特瓦爾登州
| 州名：                     | 翁特瓦爾登州                                          |
| 州旗：                     |                                                       |
| 首府：                     | 上瓦爾登州：薩爾嫩；下瓦爾登州：施坦斯                |
| 人口：                     | 上瓦爾登州：33300；下瓦爾登州：38600                  |
| 面積：                     | 上瓦爾登州：491平方公里下瓦爾登州：276平方公里        |
| 語言：                     | 德語為主                                              |
| 最高點：                   | 上瓦爾登州：Titlis 3238m 下瓦爾登州：Rotstöckli 2901m |
| 加入瑞士聯邦時間（西元年） | 皆為1291年                                            |

翁特瓦爾登州（Unterwalden）是瑞士中部的一個古老州名，今天已分成上瓦爾登州（Obwalden）和下瓦爾登州（Nidwalden）。1291年，翁特瓦爾登州與烏里州、施維茨州結為同盟，之後翁特瓦登州分裂為上、下瓦爾登州，但上瓦爾登州的州政府於十四世紀才建立。